# Brachydesmiella orientalis
Brachydesmiella orientalis är en svampart som först beskrevs av V. Rao & de Hoog, och fick sitt nu gällande namn av Goh 1998. Brachydesmiella orientalis ingår i släktet Brachydesmiella, divisionen sporsäcksvampar och riket svampar.   Inga underarter finns listade i Catalogue of Life.